# Thiyagarajah Maheswaran
Thiyagarajah Maheswaran (en tamoul : தியாகராஜா மகேஸ்வரன்), né le 10 janvier 1966 à Jaffna et mort le 1er janvier 2008 à Colombo (Sri Lanka), est un homme politique srilankais appartenant à l'ethnie tamoule.

## Biographie
Député tamoul de Jaffna au parlement srilankais, Thiyagarajah Maheswaran est membre du parti national uni (UNP), principal parti d'opposition, et se montre très critique envers la guerre menée contre les rebelles tamouls par le gouvernement de Mahinda Rajapakse.
Ancien ministre des Affaires religieuses et culturelles hindoues, il est victime d'un attentat le 27 mars 2004, dans les derniers jours de la campagne électorale pour les treizièmes élections législatives depuis l'indépendance du pays, fixées au 2 avril 2004. Alors qu'il sort d'un temple hindou à Colombo, il est blessé par des tirs. Cet attentat a soulevé des protestations et créé des tensions, car il est l'unique candidat tamoul à se présenter à Colombo sous les couleurs de l'UNP, la formation du Premier ministre Ranil Wickremesinghe.

## Assassinat
Le 1er janvier 2008, Thiyagarajah Maheswaran est assassiné dans le temple hindou Ponnambala Va'neasvarar à Kochchikkadai, dans le district de Kotehena. Grièvement blessé, et aussitôt transporté à l'Hôpital général de Colombo, il succombe à ses blessures peu après son admission. Son assassin, blessé par la riposte des gardes du corps, a été arrêté et hospitalisé,,,.
Son assassinat intervient après qu'il a déclaré dans une émission populaire de la chaîne de télévision Shakti TV qu'il avait l'intention de révéler les détails d'une « campagne de terreur » que, selon ses vues, le gouvernement srilankais mènerait à Jaffna.